# Berliner Operngruppe
Die Berliner Operngruppe e.V. ist ein als gemeinnützig anerkannter eingetragener Verein mit Sitz in Berlin, der sich der Wiederentdeckung und Aufführung selten gespielter Opern in halbszenischer Form widmet. Der künstlerische Schwerpunkt lag zunächst bei italienischen Opern der Belcanto-Epoche, in den vergangenen Jahren wurden auch Verismo-Opern aufgeführt.

## Geschichte
Der Verein entstand im Jahr 2007 nach dem Vorbild der Londoner Chelsea Opera Group. Mit einer Aufführung von Giuseppe Verdis Opernerstling Oberto, Conte di San Bonifacio im Radialsystem V in Berlin präsentierte sich die Berliner Operngruppe im Mai 2010 erstmals der Öffentlichkeit. Es folgten in den folgenden Jahren Aufführungen von Gaetano Donizettis Maria di Rohan, Giuseppe Verdis Attila, Vincenzo Bellinis Beatrice di Tenda, Giuseppe Verdis I masnadieri sowie die deutsche Erstaufführung von Gaetano Donizettis Betly, die Berliner Erstaufführung von Giuseppe Verdis Stiffelio sowie dessen Giovanna d’Arco, im Februar 2019 die Berliner Erstaufführung von Giacomo Puccinis Edgar und im Februar 2020 Mascagnis Iris. Seit 2013 tritt die Berliner Operngruppe im Konzerthaus am Gendarmenmarkt auf.
Für ihre Idee, jährlich Profis und Musikstudenten mit ausgewählten Amateuren in Chor und Orchester zu vereinen, um gemeinsam mit prominenten internationalen Solisten selten zu hörende Opern wiederzuentdecken, wurde die Berliner Operngruppe beim Ideenwettbewerb 365 Orte im Land der Ideen zum „Ausgewählten Ort 2012“ gekürt.
Das Orchester entwickelte sich zu einem professionellen Projektorchester, im Chor singen nach wie vor auch noch zahlreiche Amateure. Das Debüt-Album der Berliner Operngruppe, ein Live-Mitschnitt von Pietro Mascagnis Iris erschien 2021 bei OehmsClassics. Das Iris-Album wurde vielfach für den Opus Klassik 2021 nominiert sowie für den Preis der deutschen Schallplattenkritik und für die International Classical Music Awards 2022. Bisheriger Höhepunkt war die posthume Uraufführung von Donizettis Dalinda im Mai 2023. Die Weltersteinspielung von Dalinda, ein Live-Mitschnitt der Uraufführung, erschien im März 2024 ebenfalls bei OehmsClassics. Künstlerischer Leiter der Berliner Operngruppe ist der Dirigent Felix Krieger.